# Walter Hain (Fußballspieler)
Walter Hain (* 24. Mai 1921; † 7. Oktober 2007) war ein deutscher Fußballspieler.

## Sportlicher Werdegang
Der aus Thüringen stammende Hain wurde Anfang der 1940er Jahre zur Kriegsmarine eingezogen. In der Folge schloss sich der Offensivspieler den blau-weiß-roten „Störchen“ von Holstein Kiel an. Als Meister der Sportbereichsklasse Schleswig-Holstein zog er mit der Mannschaft an der Seite von Ottmar Walter – an dessen Seite er auch in der Kriegsmarine-Auswahl stürmte –, Franz Linken und Rudolf Drews in die Endrunde zur Deutschen Meisterschaft 1942/43 ein. Im Viertelfinale besiegten die Norddeutschen die seinerzeit dominierende Mannschaft des FC Schalke 04 mit 4:1, ehe sich im Halbfinale der spätere Meister Dresdner SC um die Stürmer Helmut Schön und Richard Hofmann als zu stark erwies. Mit einem 4:1-Erfolg über den First Vienna FC 1894 im Spiel um den dritten Platz holte Hain mit seiner Mannschaft am Vorabend des Meisterendspiels die Bronzemedaille.
Nach dem Zweiten Weltkrieg spielte Hain weiters für Holstein Kiel und rückte im Vorfeld der Olympischen Sommerspiele 1952 in den Fokus des DFB, eine Verletzung verhinderte jedoch seine Nominierung für die Amateur-Nationalmannschaft und eine mögliche Olympiateilnahme. Von 1947 bis 1952 absolvierte der Offensivallrounder für Holstein Kiel in der Fußball-Oberliga Nord 105 Ligaspiele, in denen er 43 Tore erzielte. Im vierten Jahr der erstklassigen Oberliga Nord, 1950/51, bestritt er 32 Ligaspiele und erzielte elf Tore. Die „Störche“ belegten mit 40:24 Punkten den 3. Rang. Herausragend war dabei das 3:3-Heimremis am 23. Mai 1951 vor 30.000 Zuschauern gegen Serienmeister Hamburger SV. Er hatte dabei im damaligen WM-System auf Halbrechts mit Harry Karl den rechten Flügel des Gastgebers gebildet. In der Saison 1951/52 steigerte er seine Trefferquote auf 18 Tore und führte damit mit Abstand die interne Torschützenliste an.
Zur Runde 1952/53 wechselte er aus beruflichen Gründen zur TSG Ulm 1846 in die Oberliga Süd. An der Seite von Mitspielern wie Hans Eberle, Alfons Remlein, Heinz Elzner und Georg Lechner erzielte der Mann aus Kiel in 25 Ligaspielen acht Tore für Ulm. Nach dem Abstieg in die II. Division am Ende der Spielzeit 1952/53 spielte er vornehmlich als Libero für die „Spatzen“ und war maßgeblich am Wiederaufstieg 1958 beteiligt. Im Sommer des Jahres beendete er seine aktive Laufbahn.
Seit seinem Wechsel nach Ulm war er bis zu seinem Lebensende in Dietingen ansässig.